# Charlie Wi
Charlie Wi (Seoul, 3 januari 1972) is een Zuid-Koreaanse golfprofessional. 
Op 10-jarige leeftijd verhuisde Wi van Seoul naar Los Angeles.

## Amateur
Charlie Wi studeerde aan de Universiteit van Californië waar hij kinderpsychologie studeerde. Hij speelde college-golf en had een mooie amateurcarrière. Hij bleef in Californië wonen.

### Gewonnen
Verenigde Staten
- 1990: California State Amateur
- 1995: Pacific Ten Championship
- 1995: International Inter-Collegiate
- 1995: Southern California Amateur

### Teams
- Dynasty Cup: 2003 (winnaars)
- The Royal Trophy: 2009 (winnaars)
- World Cup: 2006, 2009

## Professional
Wi werd in 1995 professional. Nadat hij de eerste jaren op alle continenten speelde, stond hij in 2001 als nummer 2 op de Order of Merit van de Aziatische PGA Tour, achter Thongchai Jaidee. Eind 2004 ging hij naar de Tourschool van de Amerikaanse PGA Tour en haalde een spelerskaart voor 2005. Zijn rookie-seizoen viel tegen en in 2006 speelde hij op de Aziatische Tour en de Nationwide Tour. In dat jaar behaalde hij een belangrijke overwinning, want het Maybank Malaysian Open telde mee voor de Europese Tour en de Aziatische Tour. Hij verdiende dus twee seizoenen speelrecht op twee belangrijke Tours. 
Sinds 2007 speelt WI op de Amerikaanse Tour. Hij heeft daar vier keer een 2de plaats bereikt maar nog niet gewonnen.
Zijn swing
Charli Wi heeft als coaches Andy Plummer en Mike Bennett, de uitvinders van de 'Stack & Tilt Golf Swing'. Hun swing gaat ervan uit dat je de bal zuiverder raakt als je tijdens de upswing niet je gewicht naar rechts verplaatst (voor rechtshandige spelers).

### Gewonnen
Europese Tour
- 2006: Maybank Malaysian Open

Aziatische Tour
- 1997: Mild Seven Kuala Lumpur Open (Maleisië)
- 2001: SK Telecom Open, Shinhan Donghae Open (Korea), Volvo China Open
- 2002: SK Telecom Open
- 2004: Taiwan Open
- 2006: Maybank Malaysian Open

Korea
- 2004: Pocari Sweat Open
- 2005: GS Caltex Masters